# 社会主义替代 (瑞典)

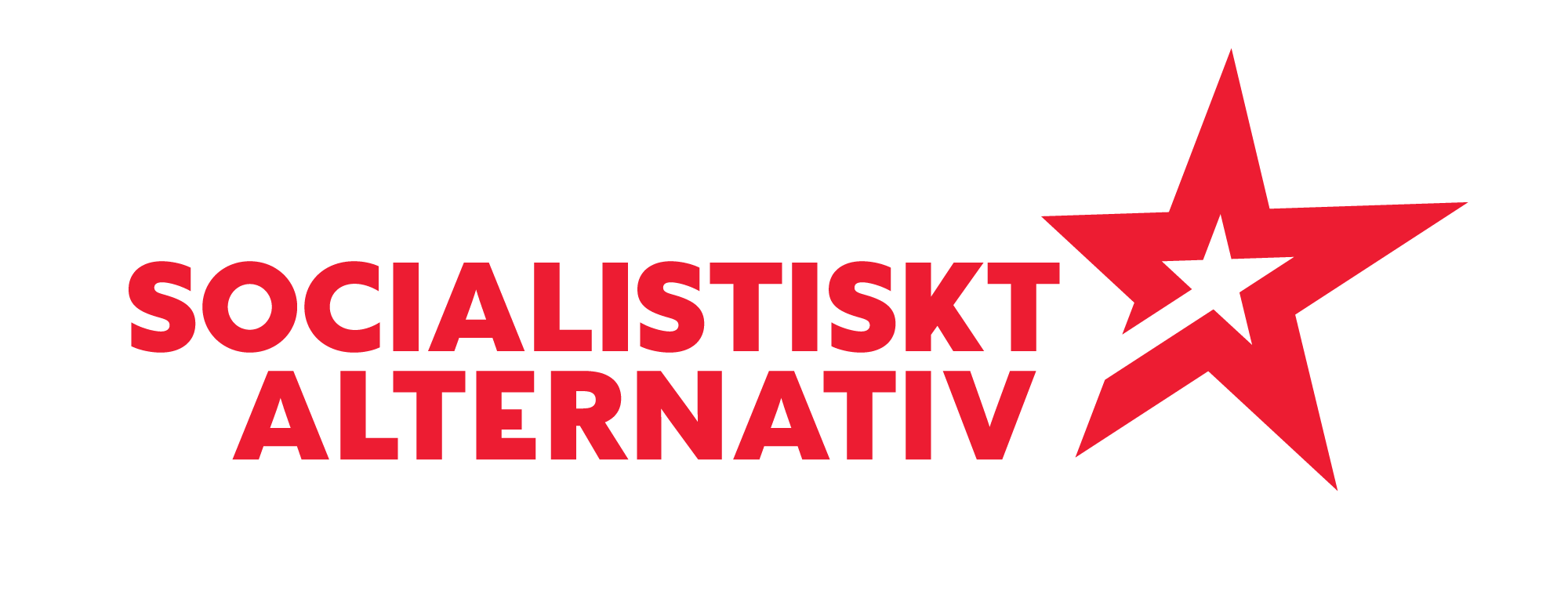
社会主义替代标志

社会主义替代（瑞典語：Socialistiskt Alternativ，缩写为SAV）是瑞典的一个托洛茨基主义政党，是国际社会主义替代瑞典支部，政治立场是极左翼。它成立于1973年，原名工人联盟—攻势。1970—1980年代，它奉行“打入主义”战略，其成员加入瑞典社会民主工人党开展活动。1990年代初期，它逐步放弃打入主义，与瑞典社会民主工人党保持距离，转而致力于建设一个独立的工人政党。1997年，改名为社会主义公正党。2010年，该党的西博滕省分支的多数派脱党，另外组建工人党。2023年，改用现名。该党的意识形态是社会主义、马克思主义、托洛茨基主义、女性主义。该党出版周刊《攻势》。